# 목장지도
목장지도(牧場地圖)는 조선 현종 4년(1663년) 당시의 사복시(司僕寺) 제조(提調)였던 허목이 그 이전에 작성되었던 목장지도를 보완해 편찬한 목장에 관한 지도책이다. 사복시는 조선시대 궁중의 가마·마필(馬匹)·목장 등을 관장한 관청이었다.

## 역사
한국에서 목장은 삼국 시대부터 시작되어 고려 시대에는 태복시(太僕寺)를 설치하고 국영목장을 관리하였다. 이를 이어 조선 태조 때에는 전관목장(箭串牧場)이 세워졌고, 조선 세조 때에는 강원도 일대에 목장이 설치되었다. 임진왜란 전까지 전국에 159개의 국립목장이 있었다. 특히 제주도의 김만일(金萬鎰)이란 사람은 말 1만 필을 사육할 정도로 목장은 전국적으로 활성화되었다. 그러나 임진왜란 이후에 점차로 목장은 쇠퇴하기 시작하였고 효종 때의 북벌정책을 계기로 잠시 활성화되었다가 1905년 을사조약 이후 일제에 의해 대부분 폐장되었다.
전국의 목장 소재지를 지도로 만들고 목장별 소와 말, 목동의 통계와 목장의 면적 등을 기록해 놓은 이 책은 총 3장으로 구성된 42면의 채색 필사본이다. 목장지도에는 한 폭(幅), 한 면(面)마다 군명(郡名)과 이정표가 기입되어 있다. 그 구성을 보다 상세히 살펴보면, 먼저 첫 장에는 〈진헌마정색도(進獻馬正色圖)〉가 있다. 〈진헌마정색도〉는 한 마리의 망아지를 포함하여 21마리의 진헌마에 대한 채색 그림으로 뚝섬·신촌·광진·중랑포 등의 지명이 있는 것으로 보아 그 장소는 서울특별시 광진구·중랑구·성동구 일대로 보인다. 21마리의 말은 각기 특색 있는 털 색으로 되어 있고 체형으로 볼 때는 호마(胡馬)로서 준마(駿馬)의 형상이다. 목장 안에는 화양정(華陽亭)과 말을 치료 또는 관리하는 것으로 보이는 환장(環場), 그리고 자마장(雌馬場)과 전관(箭串) 등이 각기 그려져 있다.
다음 장부터는 각 도에 산재한 138개소의 도별·군별의 목장소재지 지도가 있고 현존 및 폐장된 목장의 수, 소와 말의 수, 목장 면적 등에 대한 기록 등을 상세히 적고 있다. 그리고 마지막에는 후서(後序)를 자세히 적고 있다. 후서에는 장유(張維)가 작성하였던 목장지도를 효종 때 사복시 제조였던 정태화(鄭太和)가 정비, 모사한 것을 다시 허목이 재정비한 내력이 상세히 쓰여 있어 이 지도의 편찬 과정을 잘 알 수 있다.
즉, 허목은 후서에 인조 13년(1635년) 4월에 처음 목장지도를 만들어 올리면서 썼던 장유의 근서(謹敍)를 인용하고, 장유가 지어서 올린 이 목장지도는 임진왜란과 병자호란을 겪는 동안 산실되었다고 하였다. 이어서 그간 목장의 변동도 있었고, 효종의 북벌계획으로 마정(馬政)의 새로운 개혁도 필요하게 되어 지도의 재정비가 요청되었기 때문에, 기존의 목장지도를 보완해 편찬하게 되었음을 밝히고 있다. 또한, 후서에는 목장을 관리하는 일이 국가의 중요한 업무임을 강조하면서, 섬이나 반도처럼 농작물 생산이 어려운 곳에 목장을 만들었으며 이러한 지역이 없는 강원도에는 설치가 안 되었다는 점, 그리고 선조 때 목장의 수와 감목관의 배치상황과 함께 전국 목장의 소장(消長) 관계 내력 등을 적어 두었다.
조선시대 목장에 관한 사료는 현재 전하는 것이 희귀해 이 책은 당시의 마정과 목장에 관한 시책을 알 수 있는 귀중한 자료로 인정받아 1992년 12월 28일 서울특별시 유형문화재 제82호로 지정되어 국립중앙도서관에 보관되어 있다. 2008년 12월 22일에 보물 1595호로 지정되었다.

## 참고 자료
- 본 문서에는 서울특별시에서 지식공유 프로젝트를 통해 퍼블릭 도메인으로 공개한 저작물을 기초로 작성된 내용이 포함되어 있습니다.